# خودوف (ناحیه سوکولوف)
خودوف (به چکی: Chodov) یک منطقهٔ مسکونی و شهرستان دارای شهرک سابقاً روستا در جمهوری چک است که در ناحیه سوکولوو واقع شده‌است. خودوف ۱۴٬۸۳۸ نفر جمعیت دارد.